# Richmond (Virgínia)

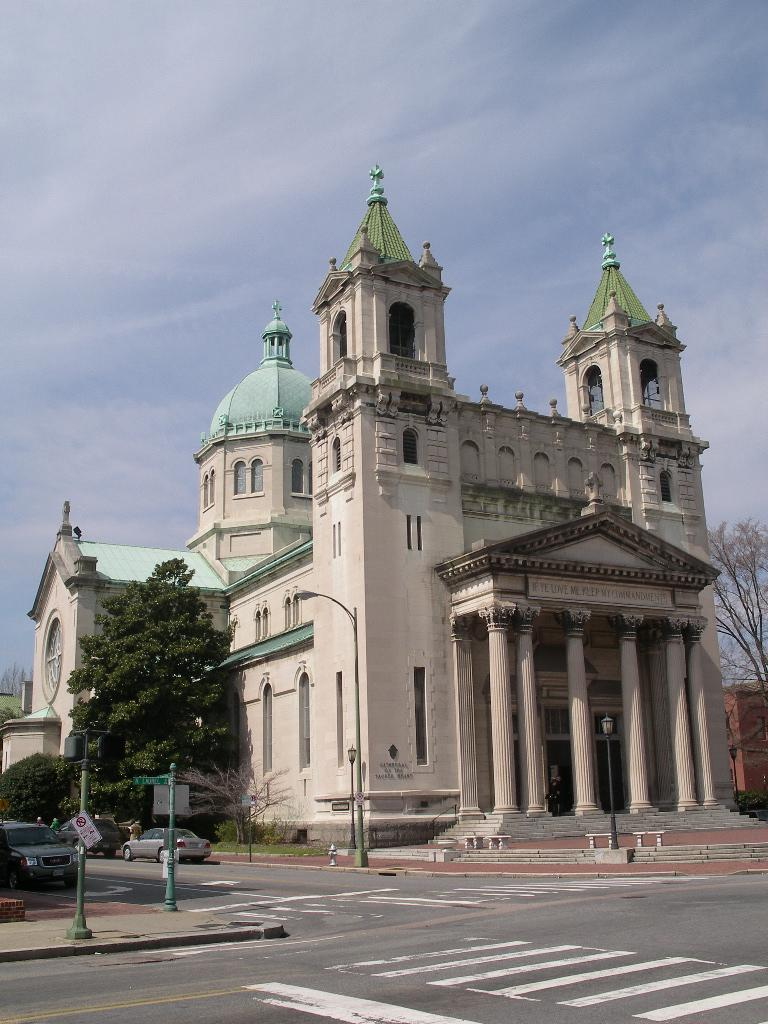
Catedral del Sagrat Cor de Richmond.

Richmond és la capital de l'estat de Virgínia, als Estats Units d'Amèrica. La ciutat, separada completament del comtat de Richmond, és el centre d'una àrea metropolitana coneguda com a Gran Richmond-Petersburg, i està envoltada pels comtats de Henrico (al nord) i Chesterfield (al sud). A la ciutat hi conflueixen les carreteres interestatals 95 i 64. L'economia de la ciutat està basada, sobretot, en les empreses relacionades amb el dret i les finances, amb un bon nombre de grans empreses i firmes de renom. Durant la Guerra Civil dels Estats Units Richmond fou la capital dels Estats Confederats d'Amèrica.

## Personatges Il·lustres
- Arthur Ashe (1943 - 1993) tenista